# کاروانسرای انارک
کاروانسرای انارک مربوط به دوره قاجار است و در شهرستان نائین، بخش انارک، شهر انارک، خیابان فرهنگ واقع شده و این اثر در تاریخ ۲۸ اسفند ۱۳۸۵ با شمارهٔ ثبت ۱۸۷۷۰ به‌عنوان یکی از آثار ملی ایران به ثبت رسیده است.